# Ист-Гринстед
Ист-Гринстед (англ. East Grinstead) — город в районе Мид-Суссекс в графстве Западный Суссекс Юго-Восточной Англии, недалеко от графств Восточный Суссекс, Суррей и Кент. Находится в 26 милях (41,8 км) к югу от Лондона, в 21 милях (33,7 км) к северу от Брайтона и в 38 милях (61 км) к северо-востоку от уездного города Чичестер. Ист-Гринстед занимает площадь 24,43 км2 и имеет население 26383 человек по данным переписи 2011 года.  

## История
Изначально Ист-Гринстед был саксонской деревней, и появился не позднее 1086 года, о чем свидетельствует Книга Страшного суда. В 13 веке деревня стала городом, а в 1247 году получила хартию, дающую жителям права и разрешающую проводить еженедельные ярмарки.
Во время Второй мировой войны бомбардировке немцев подвергся кинотеатр Whitehall Cinema, где школьники смотрели фильм, в результате было убито 108 и ранено 235 человек.

## Религиозные организации
Город имеет необычно большое для Великобритании количество различных религиозных организаций и групп.
Представлены многие христианские деноминации, в особенности протестантские нонконформисты. Некоторые группы также либо имеют подразделения, либо владеют собственностью здесь.
Англиканская Церковь имеет четыре здания в городе. Церковь Святого Свитуна основана в 11 веке. После разрушения церковь была заново воссоздана архитектором James Wyatt в 1789.

Дом собраний Церкви мормонов на Ship Street был построен в 1985 году. Справочник-путеводитель от 2007 года также отмечает наличие Церкви Новой Жизни, евангелической харизматической церкви Newfrontiers, Kingdom Faith Church и Full Gospel Church.
Ультракатолический орден Опус Деи владеет конференц-центром в поместье Wickenden недалеко от города и Розенкрейцеры также представлены в недалеко находящемся Greenwood Gate.
В Ист-Гринстеде находится британская (а ранее и мировая) штаб-квартира церкви Саентологии в Поместье Сент-Хилл на юго-западном краю города. Основатель саентологии Л. Рон Хаббард купил георгианское поместье и 24 га земли у махараджи Джайпура в 1959 году, и жил в городе до 1967 года.
В 1994 году Channel 4 выпустил документальный фильм «Why East Grinstead?», в котором авторы пытались объяснить такое сильное разнообразие религиозных групп в городе. Фильм режиссёра Айна Селлара, спродюсированный Zed Productions, не пришел к единому заключению: объяснения разнились от присутствия лей-линий до более прозаической идеи о том, что религиозным лидерам просто нравятся местные виды.
В 2016 году The Guardian назвала Ист-Гринстед «самым странным городом Великобритании», сославшись на присутствие там Церкви саентологии, розенкрейцеров, ордена Opus Dei, Христианской науки, Эшвортских лозоходцев и Языческой федерации. 
В 2017 году The Economist опубликовал статью из цикла «Радость сект», в которой задавался вопрос, почему саентологи, мормоны, Opus Dei и другие поселились вокруг Ист-Гринстеда. В ней рассматривались версии, включающие лей-линии, близость к Лондону и опыт Второй мировой войны, когда «Арчибальд МакИндоу, пластический хирург, лечил безнадежно изуродованных военнослужащих в местной больнице королевы Виктории. Ист-Гринстед называли «городом, который не пялился» за его теплоту и открытость по отношению к чужакам».
Также в 2017 году журнал Great British Life опубликовал статью "История Ист-Гринстеда", где также, кроме прочего, упоминалось, что Том Круз однажды планировал здесь жить, чтобы находиться поближе к штаб-квартире саентологии в поместье Сент-Хилл.  

## Транспорт

### Воздушный
Аэропорт Гэтвик в 16 км. от города, а Redhill Aerodrome и аэропорт Биггин Хилл оба в пределах получаса езды на авто. В парке Hammerwood есть вертолетная площадка (5,6 км от города).

### Железная дорога
Железнодорожная станция Ист-Гринстед была открыта в 1967 году.

### Дороги
Город лежит на пересечении дорог A22 и A264. На протяжении чуть более 1 мили (1.6 км) от севера городского центра до деревни Felbridge в Суррей, два дорожных маршрута имеют только ширину на одно транспортное средство. Это одна из основных причин усложнённой дорожно-транспортной обстановки в Ист-Гринстеде.
Ист-Гринстед находится в пределах дорожной досягаемости примерно 50 км от Лондона и около 10 миль (16 км) Кроли/Гэтвик. Согласно переписи 2001 года, один из восьми жителей ездит на работу в Кроли и аэропорт Гэтвик, при этом 98% путешествуют на машине.

## Города-побратимы
- Бур-де-Пеаж, Франция[21]
- Сан-Фелиу-де-Гишольс, Испания
- Миндельхайм, Германия
- Швац, Австрия
- Вербания, Италия[22]